# Rubián de Cima
Rubián de Cima (llamada oficialmente San Vicenzo de Rubián de Cima) es una parroquia y una aldea española del municipio de Incio, en la provincia de Lugo, Galicia.

## Otras denominaciones
La parroquia también es conocida por el nombre de San Vicente de Rubián de Cima.

## Límites
Limita al norte con Chorente al norte, Vila de Mouros al este, Noceda y Cubela al sur, y Cervela al oeste.

## Organización territorial
La parroquia está formada por ocho entidades de población, constando dos de ellas en el nomenclátor del Instituto Nacional de Estadística español:
- Airexe
- Augalevada
- O Campo da Bóla
- Aldea (O Lugar)
- As Pedreiras
- Pousada
- Quintela
- Rubián de Cima*
- A Torre

## Demografía

### Parroquia
| Gráfica de evolución demográfica de Rubián de Cima (parroquia) entre 2000 y 2020 |
|                                                                                  |
| Datos según el nomenclátor publicado por el INE.                                 |

### Aldea
| Gráfica de evolución demográfica de Rubián de Cima (aldea) entre 2000 y 2020 |
|                                                                              |
| Datos según el nomenclátor publicado por el INE.                             |

## Lugares de interés
- Iglesia de San Vicente.